# Teodoro II (papa copto)
Teodoro II (en árabe: البابا تواضروس التانى‎, Tawadros II), nombre de nacimiento Waǧīh Ṣubḥī Bāqī Sulaymān— en árabe: وجيه صبحى باقى سليمان‎ — (El Mansurá, 4 de noviembre de 1952) es papa de la Iglesia copta, el 118.º Arzobispo de Alejandría y Patriarca de África sobre la Santa Sede Apostólica de San Marcos.

## Biografía
Licenciado en Farmacia, se graduó en la facultad de Farmacia de Alejandría en 1975, y convalidó su título en el Reino Unido en 1985. Antes de hacerse clérigo, fue director de una fábrica de medicamentos en Damanhur, en el norte de Egipto. En 1983 ingresó en un seminario, siendo ordenado sacerdote el 23 de diciembre de 1989. Posteriormente ingresó en el monasterio de San Bishoy, en Wadi Natrun, al norte de El Cairo. Desde 1997 Tawadros era obispo metropolitano de Behera, en el delta del Nilo.
El nuevo papa copto fue elegido el 4 de noviembre de 2012 (curiosamente, fecha de su cumpleaños) en la catedral cairota de San Marcos, en una elección dejada al azar: un niño con los ojos vendados fue el encargado de extraer una papeleta con su nombre, entre una terna de tres candidatos, en la que estaba con el obispo Rafael y el monje Rafael Ava Mina. Sucede en la sede alejandrina a Shenouda III, fallecido el 17 de marzo de 2012. En este intervalo Tawadros había sido el asistente del obispo Bahomios, que ha ejercido de papa interino desde la muerte de Shenouda III. Es el segundo papa copto en llevar el nombre Tawadros (Teodoro, «regalo de Dios»), tras Tawadros I (también conocido como Teodosio II), 45.º papa (730-742). El nuevo papa copto fue entronizado el 18 de noviembre de 2012 en la catedral de San Marcos, en una ceremonia a la que acudieron varios dignatarios extranjeros y autoridades del país.
Tawadros es un defensor de la enseñanza religiosa y la formación de los clérigos como mejor «medicina» para la Iglesia copta. Según el sacerdote copto Sedrak «es una persona humilde y muy cultivada, que le da tanta importancia a los problemas grandes como a los pequeños. Además, está muy preocupado por la educación desde la niñez, por que los niños se formen intelectual, espiritual y psicológicamente». El nuevo papa se ha comprometido a traer la paz a los egipcios, en un país de mayoría islámica donde ya se han dado conatos de violencia contra la minoría cristiana.
El 10 de mayo de 2013, Teodoro hizo su primer viaje como patriarca al visitar al papa católico Francisco en la Ciudad del Vaticano. La reunión fue un intento de acercamiento recíproco "hacia la unidad plena" del cristianismo. Con el deseo de que esa fecha fuera la primera de una larga serie de encuentros, Teodoro II le propuso al papa católico que se celebrara cada año una fiesta del amor fraterno entre ambas Iglesias. Se trata de la segunda ocasión en la que un papa católico y otro copto se reúnen desde la separación de ambas iglesias en el Concilio de Calcedonia, y tras la reunión de los papas Shenouda III y Pablo VI.
El 3 de julio de 2013, Teodoro participó en una reunión entre las fuerzas políticas de Egipto contrarias al entonces presidente del país y el Ejército como el representante de todos los cristianos coptos. Allí se pactó un golpe de Estado que contó con el apoyo del papa copto, ya que la Presidencia había tomado una deriva hacia el islamismo.

## Los Santos del Patriarca Teodoro II
Entre los santos coptos, que Teodoro II canonizó, durante el Sinodo de los Obispos Coptos, se encuentran:
- Habib Faraj
- Abdel Messih El Habashi
- Andres El Samuelita